# Mačkovec, Kočevje
Mačkovec este o localitate din comuna Kočevje, Slovenia, cu o populație de 30 de locuitori.